# 蔡突靈

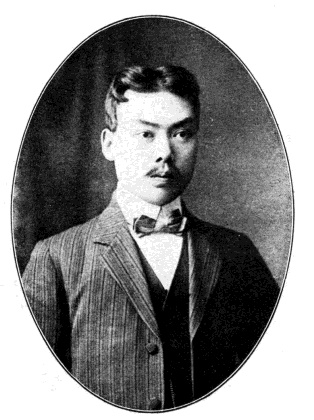
《民国之精华》中的蔡突靈照片

蔡突靈（1882年—1949年7月）又名复灵，名少钧，号少黄，江西省宜丰县人，中国民主革命家，中华民国政治人物。

## 生平

### 早年生涯
1882年农历十一月二十四日，蔡突靈生于宜丰县城“谦斋翁”。其名“少钧”是为纪念和李烈钧的交情并感其解救之恩；号“少黄”是为纪念和黄兴的交情；名“复灵”是为复其弟蔡锐霆之志。
1902年，考入江西武备学堂，学习约一年多。此后转到南京两江师范学堂，毕业后先后在江西省永新县、抚州等地教书。其间，结交不少革命党人，与同学李烈钧结为金兰。
1901年到1904年，在宜丰、南昌先后参与创建“我群社”、“易知社”。这些组织以“以文会友，诗文结社”为掩护，秘密宣传革命、准备起义。蔡突靈工作出色，1906年被孙中山委任为赣军副都督。1906年，经刘揆一、汤增壁介绍，与胞弟蔡锐霆、胞妹蔡慧一起加入中国同盟会。蔡突靈在南昌鸭子塘秘密设立中国同盟会支部。1906年秋，与弟蔡锐霆组织洪江会会党武装参加了刘道一、蔡绍南、龚春台等人发动的萍浏醴起义。起义失败，中国同盟会会员和会党成员大批被杀，被人告发而遭到清政府通缉，乃化名以抚州中学教员身份为掩护，先后在临川、宜黄、崇仁、李家渡等地创建中国同盟会分部，发展会员。
1907年，偕弟、妹留学日本，面见孙中山，参加中国同盟会活动。同年归国，协助妹夫、共进会会长邓文翚在江西组建共进会，负责宣传工作，并继续任中国同盟会江西主盟人。

### 辛亥革命
1911年武昌起义爆发后，与弟弟蔡锐霆组织光复军，夺取新昌县政权，进占瑞州府（今高安县），宣布独立，成立军政府。随后代替蔡锐霆任瑞州府都督兼革命军司令。不久，率部分部队编入预备到南京参加北伐的赣军。这时清廷溥仪宣布退位，转而率部队返回九江，会同赣军诸将除掉了洪江会首领朱汉涛，驱逐了江西都督马毓宝，被九江军方推为参谋长。随后，以浔军总代表身份，到汉口迎李烈钧出任江西都督。
1912年初，李烈钧任江西都督，任命为江西教育次长。当时，蔡锐霆也先后任赣军参军长、江西水巡总监等职。1913年，当选中华民国第一届国会参议院议员，从南昌迁居北京。在北京期间，和孙中山联系密切，接济革命党人，受孙中山赞赏。

### 二次革命
1913年二次革命江西湖口起义前夕，袁世凯向许以高官厚禄，企图利用与江西都督李烈钧的关系，说服李烈钧归顺。敷衍袁世凯，并秘密向李烈钧递送情报。二次革命形势严峻时，潜返江西，陪李烈钧赴上海找到孙中山商议对策，自此脱离北洋政府。
从上海返回九江后（李烈钧仍在上海逗留），与盟弟林虎、李师广、周璧階、李明扬、卓仁机诸将决定讨袁，后赶往湖口水师大本营与蔡锐霆君约定，等李烈钧从上海回到九江，便起义讨袁。九江起兵之事议妥，又到江西省城南昌，江西省议会正为江西宣布独立与否而争论，在江西省议会利用自己国会议员的威望，一言而决，促使江西在全中国首先宣布独立。
1913年8月初，湖口起义失败后，赴南京参加讨袁战斗。战斗失败后，潜赴上海，联络同志创立革命团体“新华社”，准备联合长江流域的军队再起义。但李纯、汪瑞闿入主江西，兄弟及李烈钧等湖口起义领导人被袁世凯通缉。潜往江西各地，后与弟蔡锐霆、妹蔡仲兰先后到日本。李纯、汪瑞闓到江西南昌后，派兵到宜丰县查抄蔡家，蔡家财产十余万被籍没，之父蔡牗民解省判监禁十年，四弟被监押四个月，五弟被逮捕后逃脱但病逝。
1913年8月下旬，、蔡锐霆、李烈钧等人流亡日本。流亡日本期间，和林森、居正、陈其美等人密切来往，协助孙中山组建“中华革命党”。1914年7月8日，中华革命党在东京筑地精养轩召开成立大会，居正主持，孙中山入盟并宣誓任总理，随后陈家鼐、蔡锐霆、田桐、熊尚文演说并向总理宣誓，大会结束时通过《中华革命党总章》。在此次会上，在孙中山面前宣誓效忠。
1914年8月，孙中山派、蔡锐霆在南京地区策划起义，同广东的邓铿、浙江的夏之麒形成犄角之势。孙中山又在上海设总部，派蒋介石、陆惠生到上海筹办；孙中山还派300余名中华革命党党员归国帮、蔡锐霆等人筹备起义。1914年底，奉孙中山派遣，、蔡锐霆秘密回到南京、上海，策划在长江中下游起义，负责在南京设秘密机关，筹备成立革命政府迎孙中山回国，并策划长江南北的中华革命党控制的反袁武装同时起义。但在分配炮弹时走漏消息，秘密机关遭到查获。起义停滞。同时，弟弟蔡锐霆在上海联络旧部，购买枪弹，但因叛徒出卖而遭袁世凯秘密杀害。乃回日本向孙中山复命。
在日本的安排新华社成员与妹妹蔡慧一道将出卖蔡锐霆的叛徒刃杀。叛徒的左耳被割下，用酒精保存，寄至日本长崎供检视。为杀这个叛徒，新华社八处秘密机关暴露，一夜间被李纯全部抄获，许多成员被杀。李纯通令其他革命党人称自首便可获得优待，但新华社成员无一人自首。

### 护法运动
1916年6月，袁世凯逝世。黎元洪继任大总统，回国重任国会议员。回到国会后，首先上书斥责江西督军李纯仍监禁湖口起义涉难者，李纯乃呈请大总统黎元洪特赦湖口起义涉难者，蔡牗民等人及亲属由此获释。1917年6月13日，黎元洪在张勋逼迫下解散国会。7月1日张勋复辟，秘密参与反复辟活动但事败，离开北京南下。
张勋复辟失败后，段祺瑞“再造共和”，但不恢复《中华民国临时约法》及国会。孙中山乃在上海召集陆海军及国民党要人开会，决定在南方另开非常国会（又称国会非常会议），组织临时政府，并致电北京国会议员南下护法。孙中山到广州发动护法运动。到广州参加广州国会非常会议，继续任国会参议员。1917年9月1日，在广州国会非常会议上，成立中华民国军政府（护法军政府），孙中山当选中华民国军政府大元帅。
护法军政府成立后，滇系、桂系军阀逼孙中山辞职，军政府领导权落入以岑春煊、莫荣新等桂系为首的西南地方实力派手中。不断严辞揭露桂系窃权，指岑春暄、莫荣新“反叛护法、败坏西南”，桂系反诬“越轨谋乱，调查军密，希图响应”。1920年10月底，援闽粤军攻占广州，恢复军政府，从而免遭桂系治罪。1921年6月，陈炯明奉孙中山之命，率领粤军西征讨桂，9月底旧桂系统治瓦解。
1920年10月粤军攻占广州后，孙中山任命陈炯明为广东省省长兼粤军总司令。1921年4月7日，国会非常会议选举孙中山为中华民国大总统，随即成立正式政府。孙中山任命陈炯明为陆军部部长兼内务部部长。陈炯明权力日增。建议孙中山作好对陈炯明先发制人的准备，但该建议未被重视。草拟檄文，斥责陈烔明等要人，舆论哗然，有人贴出“好！”的标语。在该时期，不到百日，的四弟蔡康国、侄子蔡炳闾（蔡锐霆的长子）先后在护法战争中阵亡，孙中山亲题“一门义烈”四字赠蔡复灵。
随着与陈烔明等人矛盾日深，有人到孙中山处诬称是原筹安会会员、北洋政府侦探，要求处置。不久，军政府停止的中国国民党党籍，并拟交军法惩处。失望写下绝命词，并向日本籍夫人菊池交待后事，准备仿照屈原投江。向孙中山呈抗诉书，抗议陈炯明，其书称：“吾有生如寄，履险如夷，视死如归，骨肉摧残多矣！……惟是非邪正，有非一手所能掩者，天下后世，共闻吾言！”不少中国国民党国会议员及当年江西的军政要人，得知遇险，从各地纷纷发来电文替伸冤。李烈钧找到孙中山请求解救。经孙中山干预，的党籍恢复。此时，诬陷者群起要求孙中山杀掉，而中国国民党国会议员及江西军政要人大力反驳。孙中山采信了保蔡派的意见，军政府没有处置。脱险后，改名“复灵”，意为“以前突灵，譬如昨日死；以后复灵，譬犹今日生”；又字“少钧”以感谢李烈钧解救之恩。
1922年春，孙中山以大元帅的名义，明令追赠蔡锐霆为陆军中将、蔡康国为陆军步兵中校，追赠蔡怒飞（蔡锐霆胞弟）、蔡炳闾为陆军步兵少校。

### 回到北京
不久，支持联省自治的陈炯明因为拒不到梧州与孙中山商议北伐事宜，遭孙中山免去广东省省长、粤军总司令、内务总长的职务。1922年6月16日，陈炯明发动六一六事变，推翻广州政府，广州非常国会解体。此后，黎元洪第二次任大总统，撤消了1917年的解散国会令，随第一届国会议员返回北京。1922年10月11日，第一届国会在北京开会，称为第一届国会第三期常会。继续任参议员。1923年9月、10月间，第一届国会选举中华民国大总统前夕，曹锟贿选，与480多位议员投票选举曹锟为中华民国大总统。1924年11月北京政变，曹锟下台，第三期常会结束。

### 淡出政坛
曹锟贿选后，一直自责。孙中山在北京病逝后，对政治失望而淡出政治，回南昌定居。1926年，任江西省萍乡禁烟局局长。1929年，调任江西文献馆编修。抗日战争爆发后，1938年回到宜丰县，历任宜丰县民众抗敌后援会常务委员、宜丰县财务委员会委员长兼宜丰初级中学音乐教员、宜丰县行政会议常委会委员兼审核组组长。1944年，任宜丰县参议会参议员。1947年，任宜丰县文献委员会主任委员，筹备编修《宜丰县志》。
中国人民解放军占领宜丰后，当即致信担任国军团长的儿子，劝儿子主动投诚人民政府。
1949年7月，逝世，安葬在宜丰县城南屏山，青石墓碑刻着“江西同盟会盟主”。
2015年3月，宜丰县南屏公园后面的坟山上20多座坟墓被盗，其中包括夫妇墓。

## 著作
- 《四书集联》（已散逸）
- 《不平呜》（宣传革命的乐律书，已散逸）
- 《变风遗操》（诗词集）
- 《我所知道的同盟会江西支部》等文章收入全国政协及江西省政协有关文史资料集[1][2]